# Chiesa cattolica di Fuling
La Chiesa cattolica di Fuling è l'unico edificio di culto cattolico della città di Fuling, in Cina. In Occidente è famosa soprattutto per la descrizione fattane da Peter Hessler nel suo libro River Town: Two Years on the Yangtze (2001).

## Storia
La chiesa fu fondata nel 1861 da missionari francesi. La chiesa ha anche avuto due parroci francesi fino all'avento della Grande rivoluzione culturale; in seguito, secondo fonti scritte, la chiesa fu convertita in una fabbrica di calzini dalle Guardie rosse. Il parroco e i vicini, invece, asseriscono che la chiesa fu solo chiusa e la fabbrica di calzini fu aperta nei locali di fronte alla chiesa.
Nel 1981 la chiesa fu riaperta e la prima domenica andarono a messa meno di venti persone, in un'atmosfera molto tesa. La chiesa è stata ristrutturata nel 1991, come scritto sulla targa adiacente all'entrata della chiesa.

## Il quartiere
La chiesa cattolica di Fuling si trova nella parte antica di Fuling. L'area sarà fortemente rinnovata nel corso del 2017 come anticipato dalle autorità. Molti edifici, fatta eccezione per quelli più antichi, saranno demoliti. Dopo consultazione con gli organi governativi della città, si è alla fine deciso che la chiesa non sarà demolita e ricostruita in un quartiere esterno (quartiere Lidu - 李渡镇).

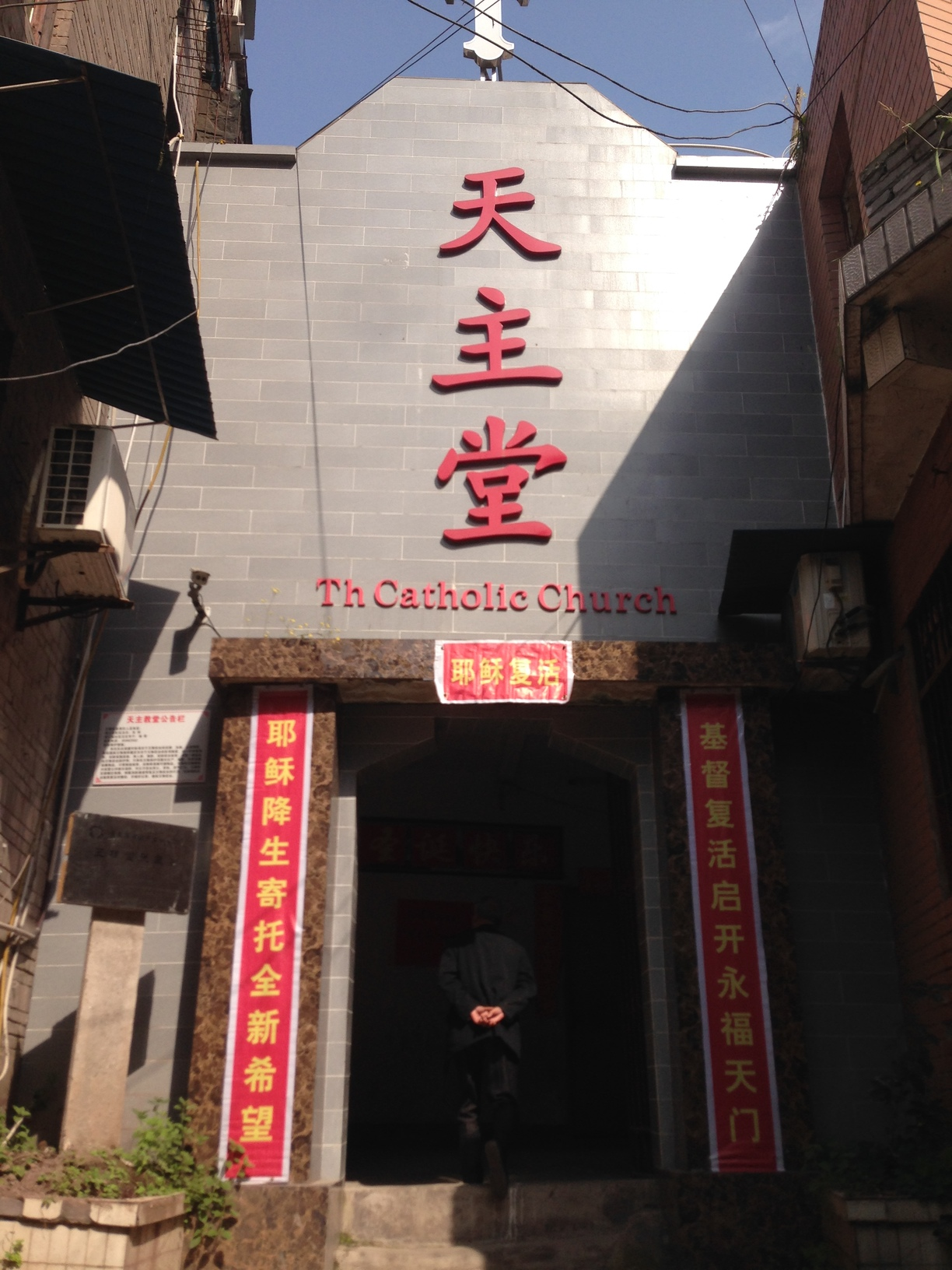
L'entrata del cortile della chiesa - 2017
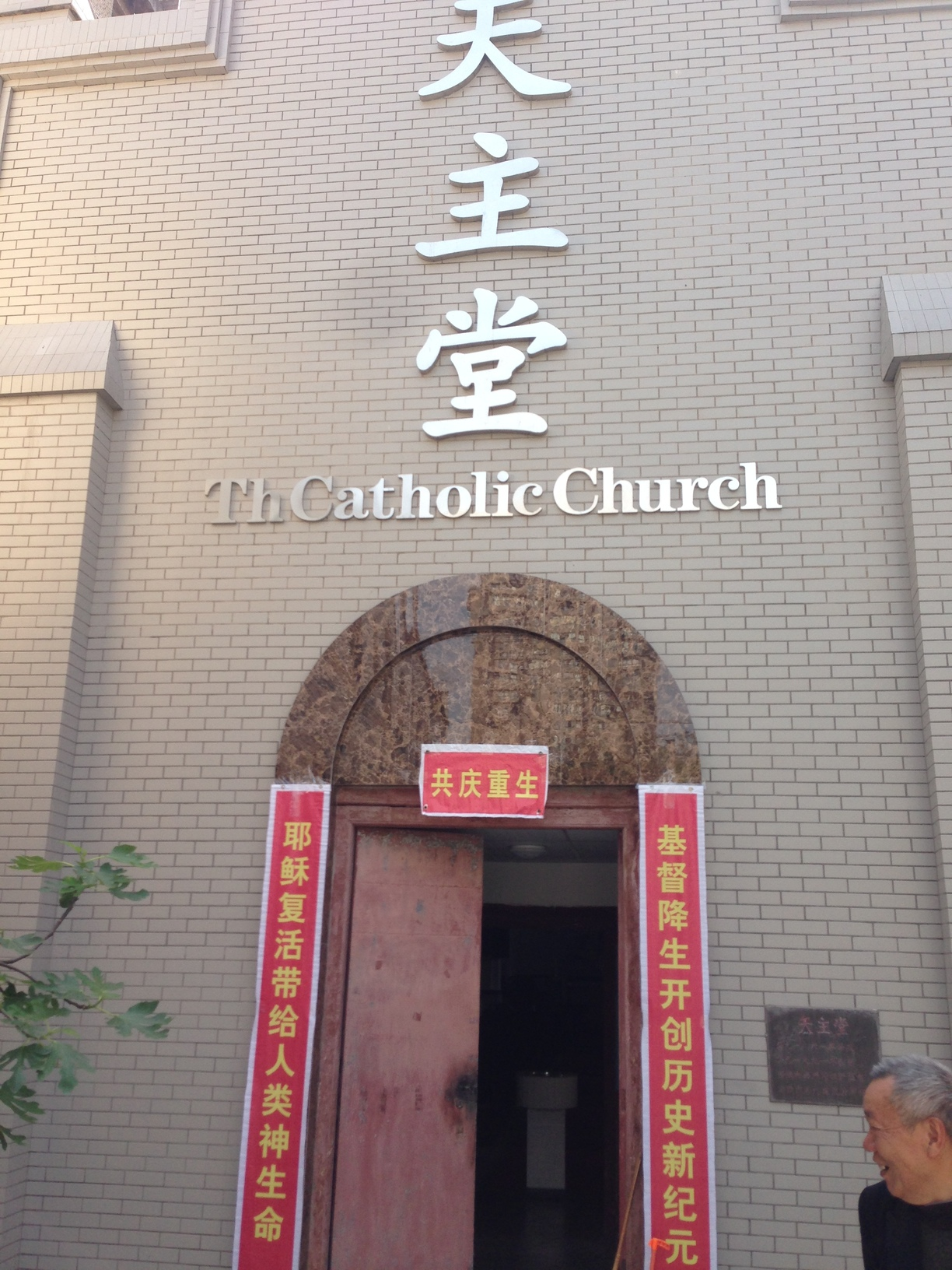
L'entrata della chiesa - 2017
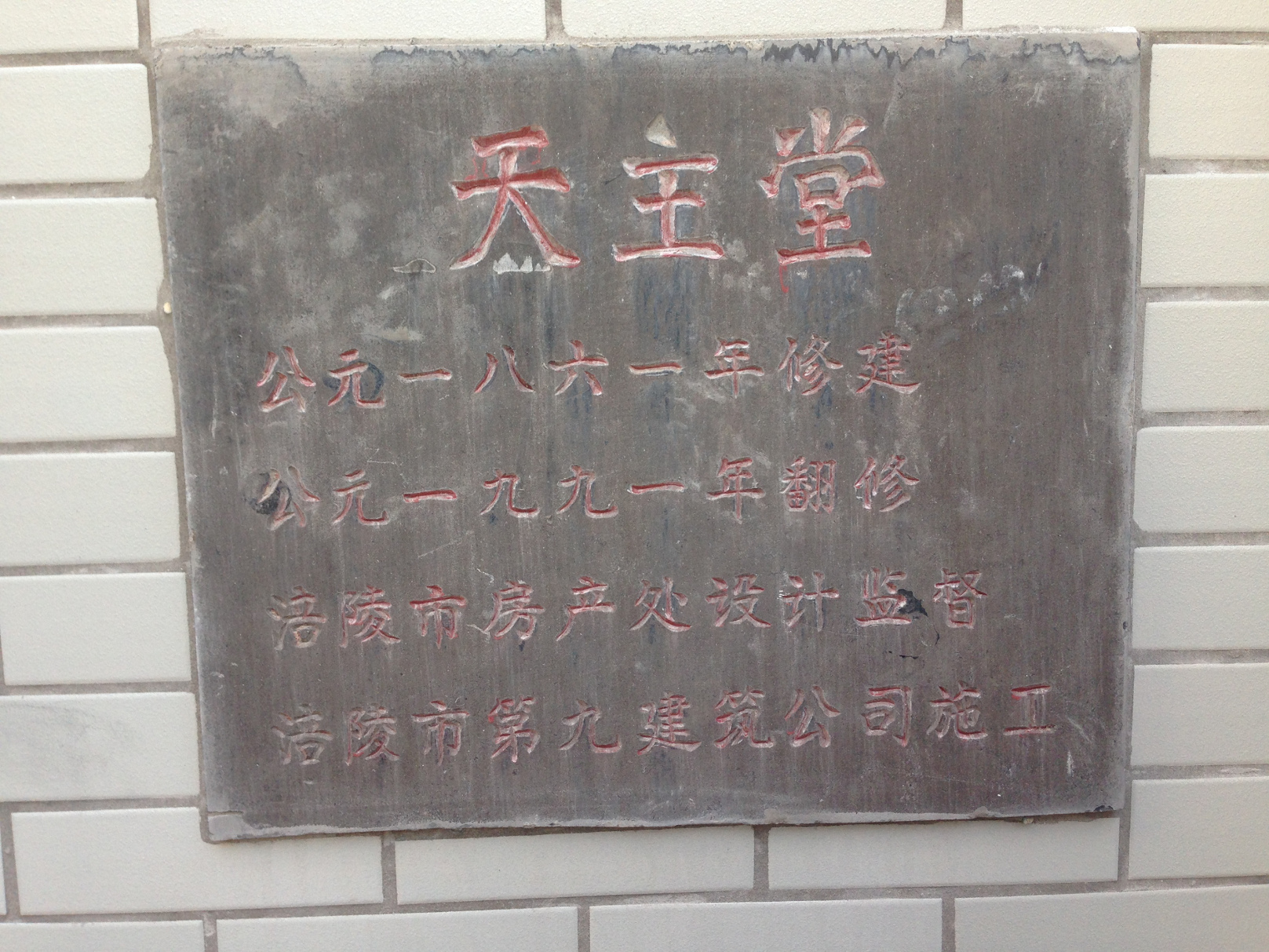
La targa adiacente all'entrata della chiesa - 2017
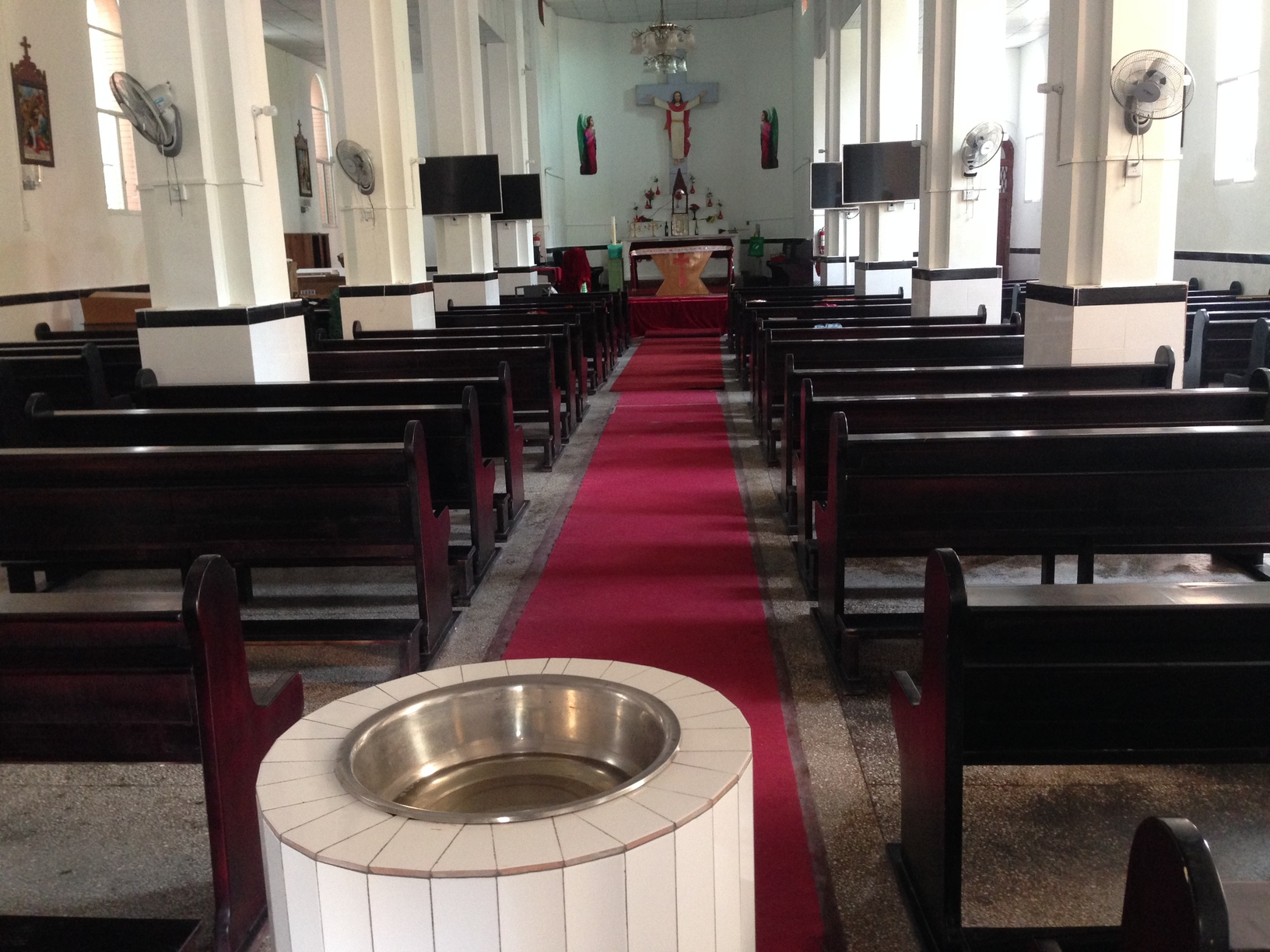
L'interno della chiesa - 2017
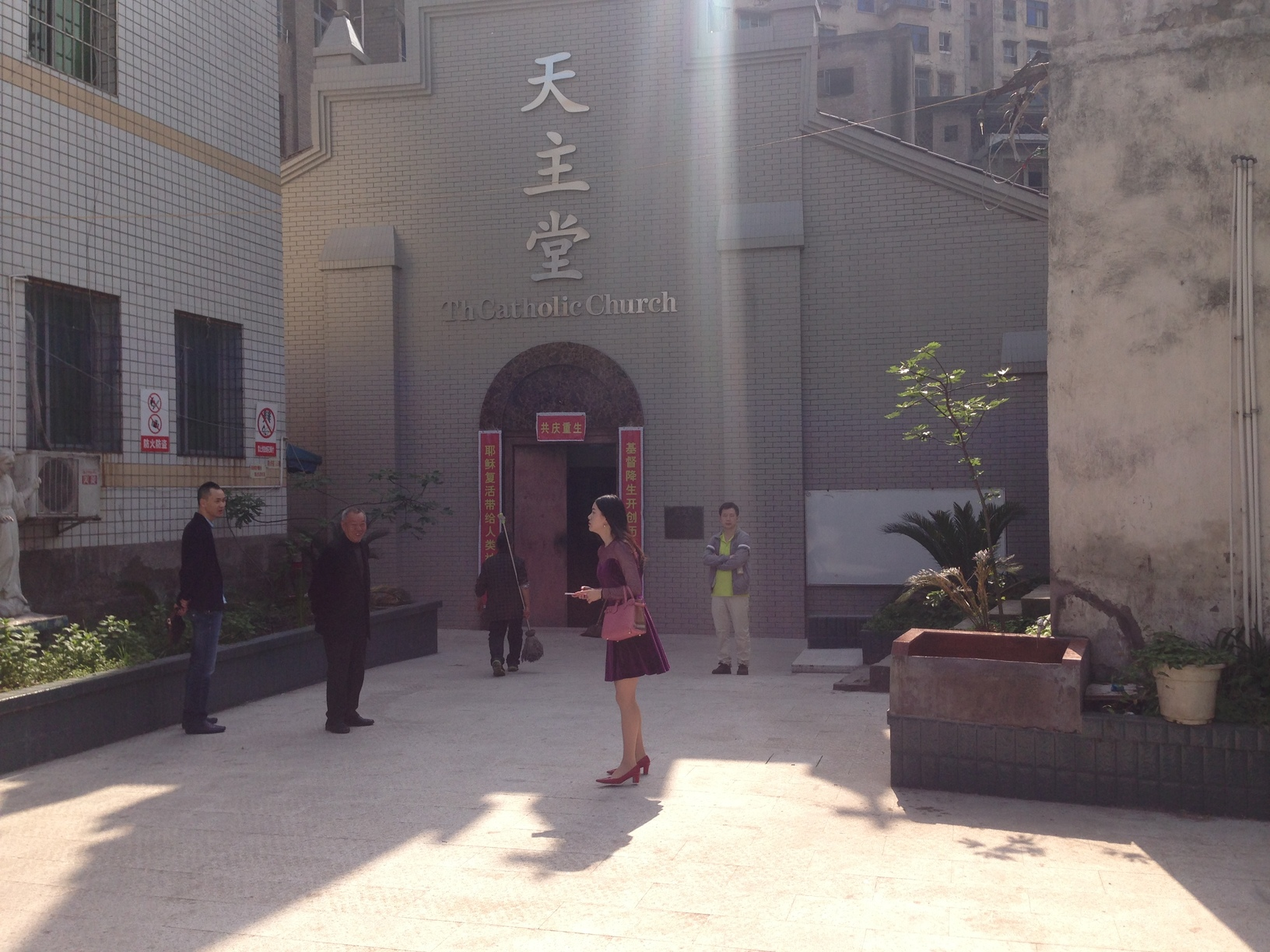
Il cortile antistante la chiesa - 2017
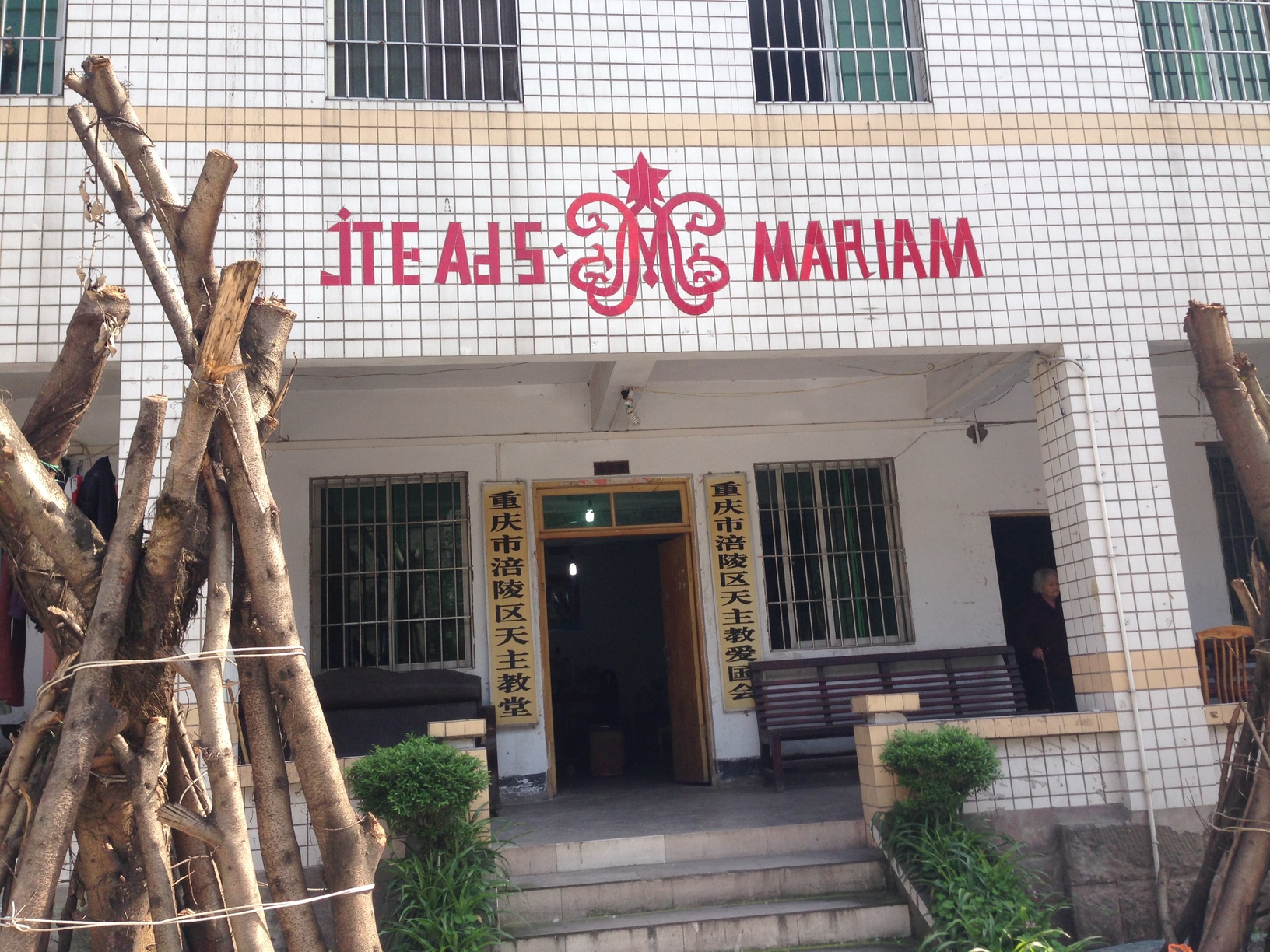
L'ufficio del sacerdote - 2017
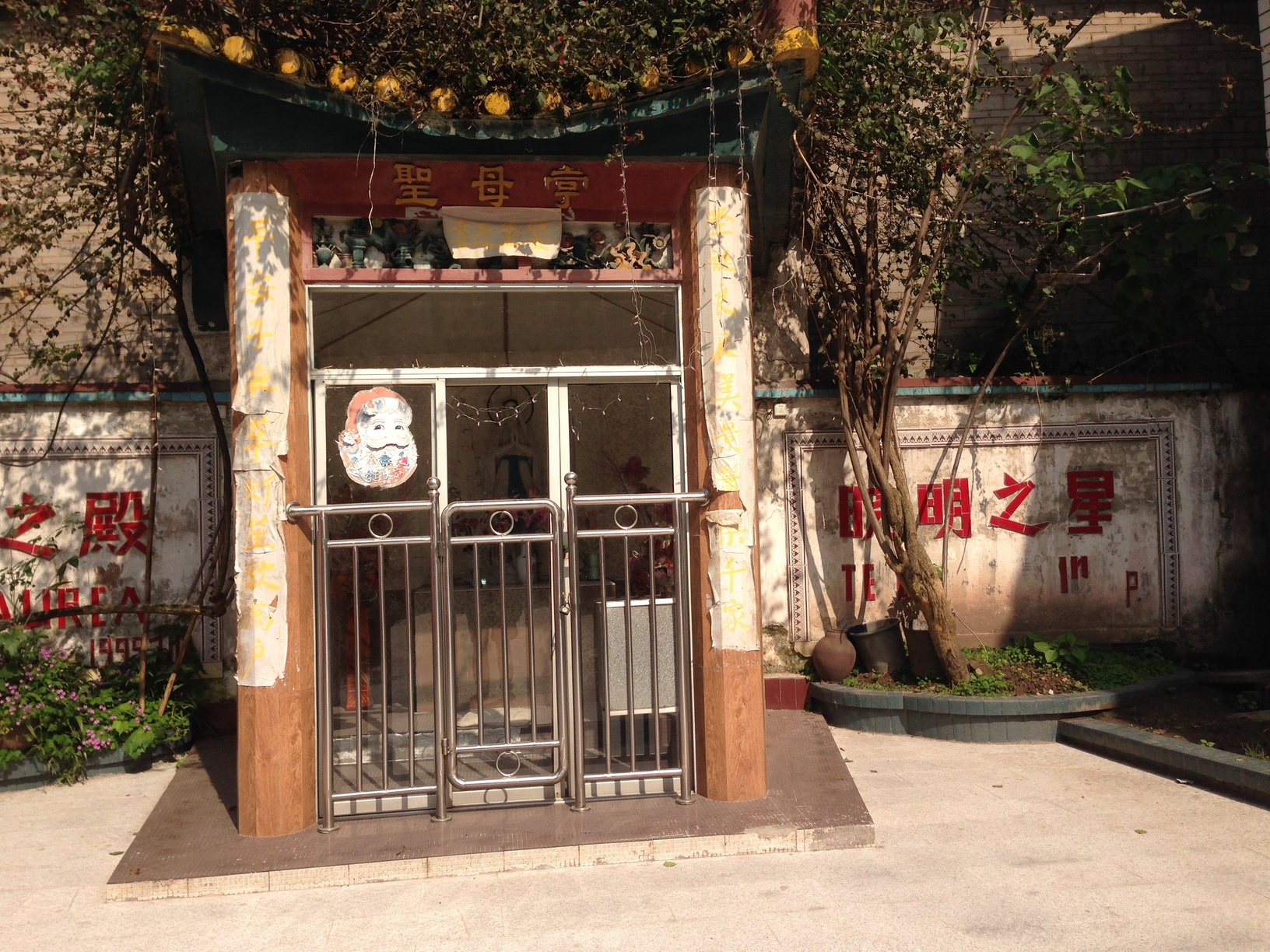
La cappella della Vergine Maria, nel cortile - 2017
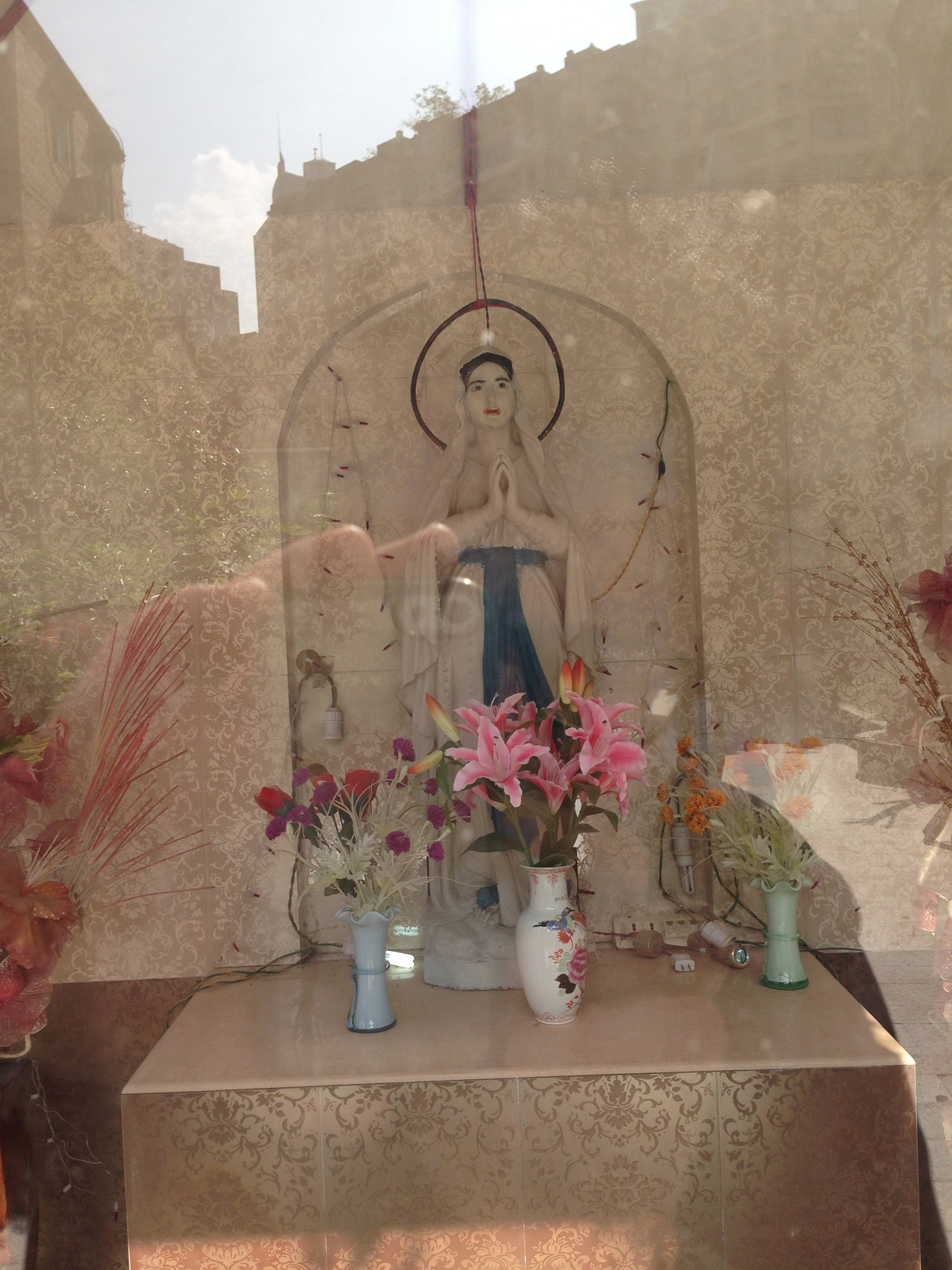
La statua della Vergine Maria - 2017